# Юбея
Юбея (Jubaea) — рід рослин родини пальмові. До цього роду в наш час відносять лише один вид — слонову пальму, чи юбею чилійську (Jubaea chilensis).

## Пожодження назви
Рід названо в честь царя Мавретанії Юби II (I століття до нашої ери), який цікавився ботанікою і був автором книги про молочай.

## Поширення
Юбея росте в горах на висоті до 1200 м над рівнем моря на Тихоокеанському узбережжі Південної Америки на території Чилі. Юбею вирощують в парках Чорноморського узбережжя Кавказу (Сухумі, Сочі).

## Опис

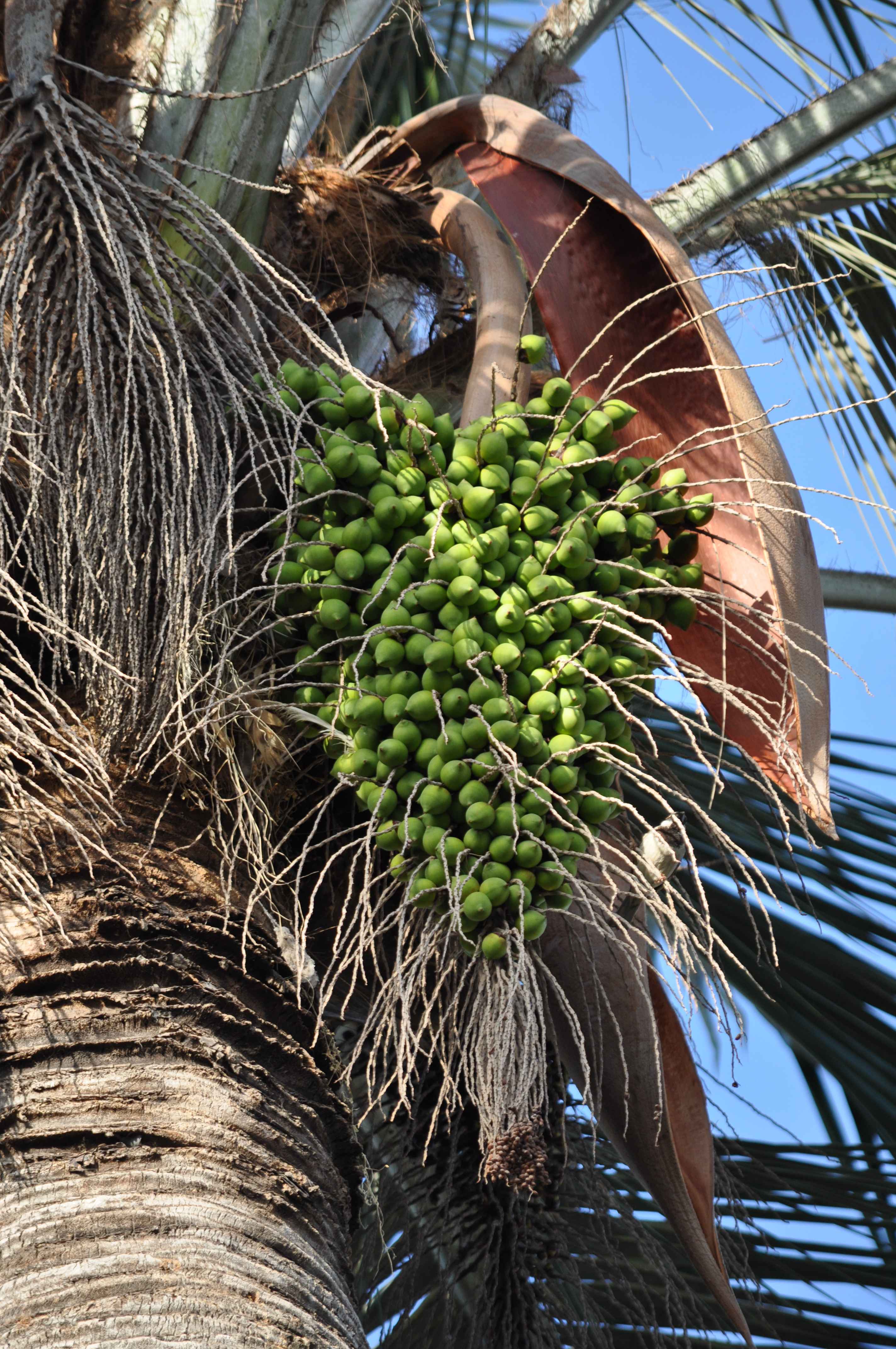
Плоди юбеї

Стовбур товстий, циліндричний, 15-18, а інколи й до 20 м заввишки., і більше 1-1,5 м в діаметрі, гладкий, з рубцями від опалого листя. Несе на вершині від 60 до 100 перистих листків. Листя має довжину 1,8-3,5 м; листочки продовгувато загострені, 50-60 см в довжину і 2-2,5 в ширину. Суцвіття розгалужені, довжиною 1,2 — 1,4 м, з маточними квітками біля основи і тичинковими у верхній частині. Плід — кістянка з м'ясистим околоплідником; насіння округле, містять близько 35 % олії. Вважається пальмою, що повільно росте, хоча з огляду на те, що вони ростуть в горах за помірних температур це й не дивно.

## Використання
Юбея є цінною декоративною рослиною. Її вирощують в холодних оранжереях та кімнатах. Стовбури юбеї містять цукристий сік, з якого готують «вино», або як цей напій називають в іншій літературі «мед». Плоди і насіння використовують в їжу, листям криють дахи.